# Батороев, Юрий Климентьевич
Батороев Юрий Климентьевич (род. 30 июня 1956) — российский цитолог, доктор медицинских наук, профессор кафедры онкологии ИГМАПО. Автор работ по клинической цитологии, в частности, цитологического метода при диагностике опухолей ЦНС. Является соавтором серии цветных атласов по цитологической диагностике опухолей различных локализаций, автор цветного атласа по опухолям ЦНС.

## Биография
Юрий Климентьевич Батороев родился 30 июня 1956 года в Новоселенгинске (Бурятия, Россия). Окончил Иркутский медицинский институт. После получения высшего образования работал в больнице ВСЖД и областной клинической больнице, откуда в 1996 году ушел в онкологический диспансер. В 2010 году защитил докторскую диссертацию по теме «Цитопатология и гистоморфология опухолей нервной системы».
Является руководителем Восточно-Сибирского филиала Российской Ассоциации клинических цитологов и координатором по Иркутской области, первый заместитель главного редактора журнала «Новости клинической цитологии России». Является соавтором атласов по цитологической диагностике опухолей слюнной железы, мягких тканей.